# Charles de Bryas (militaire)
Charles, comte de Bryas (es), sieur de Hernicourt, baron de Morialmé, marquis de Molinghem, était un militaire, mort au château de Morialmé en 1655.

## Biographie
Charles de Bryas est le fils de Jacques III de Bryas et de sa seconde femme, Adrienne de Nédonchel, ainsi que le petit-fils de Jacques de Bryas. Il est le frère de Ghislain de Bryas.
Il suit la carrière des armes et entre comme soldat avantagé dans l’infanterie espagnole en 1608. Reçu capitaine le 18 février 1617 au tercio wallon, sous le nom de Sieur de Hernicourt, il sert en Italie pour renforcer l'armée espagnole du Milanais face aux troupes du duc de Savoie.
Il prend part au siège de Verceil, où deux de ses frères perdent la vie.
Envoyé en garnison à Naples, il obtient la permission du vice-roi de quitter sa compagnie pour rejoindre les combats qui avait éclaté en Bohême. Il sert sous Bucquoy lors des prises de Písek et de Rosenberg. Il est blessé à l'épaule dans une rencontre avec des révoltés hongrois.
De retour aux Pays-Bas, il obtient une compagnie de cent cuirassiers, qu'il commande au Palatinat, dans les troupes du marquis Spinola, puis de Gonzalo Fernández de Córdoba. Il se distingue à la bataille de Wimpfen et au combat de la forêt de Lorsch où il est à la tête du corps d'Isenbourg.
Il assiste au siège de Juliers et à la bataille de Fleurus en 1622, face aux troupes de Mansfeld et de Halbestadt. Il y est blessé d'un coup de pistolet au visage et d'un autre au bras.
Il est nommé gouverneur de Mariembourg en 1623, sur démission de son père. 
Lorsque les troupes françaises prennent et pillent Chimay en 1637 (leur objet était de prendre Mariembourg), Bryas et Jean de Robaulx, seigneur de Daussoy, gouverneur de Beaumont, sont chargés de reprendre la place, à la tête de six mille hommes. En 1640, les troupes de La Meilleraye menacent encore Mariembourg, mais Bryas par sa fermeté évite le siège.
Il assure les convois de vivres et de munitions destinés aux troupes campées devant Rocroi et se distingue lors de la bataille du 19 mai 1643. Il protège la retraite des hommes et soigne à Mariembourg les blessés.
Il est appelé à siéger aux États d'Artois en 1643 pour sa seigneurie de Morialmé, première pairie de Liège.
Il épouse Anne Philiberte van Immerseel, fille de Thierry van Immerseel, baron van Bokhoven, et de Marie de Renesse. Leur fils Jacques-Théodore devient archevêque-duc de Cambrai et leur fils Charles entre dans l'Ordre du Carmel.
Le 30 mai 1649, la terre de Brias, située au pays d'Artois est érigée en comté (titre de comte), en y joignant celles de Bristol, Croisneaux, Grossart, Rolancourt, Hernicourt, Saint-Martin, Glise, Betonval, Lannoy et Gauchain, en sa faveur.